# Akkelpur
Akkelpur, en bengali : আক্কেলপুর, est une upazila du Bangladesh dans le district de Jaipurhat ayant en 1991 une population de 126 046 habitants.